# Cuvânt nevăstuică

Experții recomandă folosirea cuvintelor nevăstuică

Cuvintele „nevăstuică” (din engleză weasel words), denumit și autoritate anonimă este un termen informal pentru cuvinte și fraze folosite pentru a crea impresia că se fac afirmații punctuale sau relevante despre un subiect, când, de fapt, este vorba doar despre niște afirmații ambigue și nedovedite.
Folosirea cuvintelor nevăstuică pentru evitarea aserțiunilor directe directe este un mod de tergiversare. Cuvintele nevăstuică au și sensuri ascunse sau greu de descifrat. Unele cuvinte nevăstuică sunt folosite pentru a atenua forța afirmațiilor potențial controversate, de exemplu, folosind termenii „oarecum” sau „în cele mai multe privințe”.
Cuvintele nevăstuică pot fi folosite în publicitate și în mesajele politice, unde poate fi avantajoasă inducerea în eroare a publicului țintă.

## Origine
Expresia provine din engleză: weasel word, care poate proveni de la reputația nevăstuicilor ca mâncătoare de ouă. Un articol publicat în ziarul Buffalo News atribuie originea termenului lui William Shakespeare în piesele Henic al V-lea și Cum vă place, în care personajele folosesc figuri de stil cu nevăstuici care „sug ouă”. Articolul mai menționează că exprimarea este improprie, deoarece nevăstuicile nu au mandibula configurată în așa fel încât să poată suge ouă sau sânge.
Metamorfozele lui Ovidiu pot fi o sursă anterioară pentru aceeași etimologie. Ovidiu descrie cum Iunona ordonă zeiței nașterilor - Lucina⁠(en)[traduceți] - să o împiedice pe Alcmena să-l nască Hercule. Servitorul Alcmenei - Galanthis - a observat-o pe Lucina cum stătea în apropierea camerei de naștere și că aceasta previne nașterea prin mijloace magice. Galanthis iese din încăpere și anunță că nașterea a fost un succes. Uimită, Lucina își pierde concentrarea pentru moment și asta permite nașterea lui Hercule. Galanthis își bate apoi joc de Lucina pentru credulitatea ei, iar Lucina îl transformă pe acesta într-o nevăstuică. Ovidiu mai scrie (în traducerea din latină în engleză a lui A.S. Kline): „Iar pentru că gura sa mincinoasă a ajutat la naștere [a lui Hercule], ea [nevăstuica] naște și ea pe gură”
De asemenea, în engleză nevăstuică se mai numește o persoană lașă, neserioasă sau mincinoasă; mai este un verb (to weasel) care înseamnă „a manipula șmecherește”; ambele sensuri sugerează viclenia.  Un alt sens este dat de expresia to weasel out, care înseamnă „a se strecura dintr-o încurcătură” sau „a evita responsabilitatea”.
Expresia a apărut pentru prima dată în nuvela lui Stewart Chaplin: „Platforma politică a vitraliilor” (Stained Glass Political Platform), publicat în 1900 în revista The Century Magazine, în care face referire la „cuvinte care sug viața din alte cuvinte înconjurătoare, precum nevăstuicile sug ouă și lasă în urmă doar coaja”. Theodore Roosevelt atribuie termenul lui Dave Sewall, despre care spune că l-a auzit pe folosindu-l într-o conversație privată în 1879. Winston Churchill a scris: „Rezerva de aserțiuni moderne este uneori dusă la extrem, în care frica de a fi contraziși face pe scriitor să se debaraseze aproape complet de sens și semnificație."  Un alt exemplu vechi de folosire este dat în 1916 de Theodore Roosevelt, care spunea că „unul din defectele noastre ca națiune este tendința de a folosi... «cuvinte nevăstuică»; când se folosesc «cuvinte nevăstuică»... unul după altul, atunci nu mai rămâne nimic..

## Forme
Un studiu din 2009 al Wikipedia a găsit că majoritatea cuvintelor nevăstuică pot fi împărțite în trei categorii:
1. Expresii vagi numerice (ex. „unii oameni”, „experții”, „mulți”)
2. Folosirea diatezei pasive pentru a evita specificarea unei autorități („se spune că”)
3. Adverbe care slăbesc sensurile („deseori”, „probabil”)

Alte forme de cuvinte nevăstuică pot include:
- Afirmații fără sens
- Folosirea de exprimări vagi sau eufemisme (de ex. înlocuirea termenului „a concedia angajați” cu expresia „a eficientiza forța de muncă”)
- Folosirea specifică a atributelor (în engleză: qualifier) și a modului conjunctiv (în engleză: subjunctive mood), mai ales în forma pasivă („să se facă”) sau la perfect („să fi făcut”)
- Generalizări vagi

Generalizarea prin cuantificatori, cum ar fi „mulți” („mulți spun că...”) atunci când sunt disponibile valori cuantificabile sau specifice - pentru a obfusca - este un exemplu de nevăstuicism.
Non sequitur, adică afirmații ilogice sau irelevante folosite în domenii ca publicitatea pentru a crea impresia că o afirmație descrie niște caracteristici benefice ale unui produs sau serviciu la care se face reclamă. Susținerea de produse de către celebrități (în engleză: endorsement) chiar dacă aceștia nu au folosit produsul.
Autoritate inventată: folosirea diatezei pasive fără a specifica numele persoanei sau a entității care realizează acțiunea („s-a decis” - fără a se spune de către cine), sau citarea unor „autorități” sau „experți” neidentificați, reprezintă forme de nevăstuicism. Poate fi folosit împreună cu discreditarea punctelor de vedere contrare prin cuvintele „pretins” sau „presupus”, sau „după cum se spune” și reprezintă o „capitulare semantică”. Această abordare este folosită pentru a evita responsabilitatea sau pentru a nu face afirmații prea specifice care ar putea fi verificabile. Formularea „s-a greșit” (engleză: „mistakes were made”) permite vorbitorului să recunoască greșeala fără să identifice pe cei responsabili.
Totuși, diateza pasivă poate fi folosită în mod legitim pentru a specifica atunci când este irelevantă persoana sau agentul care realizează o acțiune. De exemplu, propoziția „sunt necesare 100 de voturi pentru ca legea să fie aprobată” nu are nicio ambiguitate asociată, iar agenții (membrii comunității care votează) nu pot fi numiți efectiv, chiar dacă acest lucru ar fi util.
Tonul jurnalelor științifice este un alt mod legitim de a folosi diateza pasivă. Pentru ca un rezultat al unui experiment să fie valid, oricine reproduce acel experiment trebuie să obțină același rezultat. De aceea, identitatea experimentatorului este de o mică importanță. Folosirea diatezei pasive pune importanța mai mult pe acțiuni și mai puțin pe persoanele care le realizează (autorii articolului). Dar, pentru concizie și claritate, cele mai multe jurnale științifice încurajează autorii să folosească diateza activă atunci când se cuvine sau chiar să se identifice folosind pronumele „noi” sau „eu”.

Eufemismul mai poate fi folosit pentru a atenua un mesaj sau pentru a induce în eroare audiența, de ex. „reconfigurarea” unei forțe de muncă atunci când se concediază lucrători. Alte eufemisme mai sunt „reducerea numărului de posturi” sau „restrângerea activităților”. Jargonul de acest fel mai poate fi folosit eufemistic.
Constrângerea informațiilor disponibile audienței este o tehnică în publicitate, de ex. un produs „este acum cu 20% mai ieftin” (decât ce?). Mai poate fi formulat ca „patru din cinci oameni preferă...”, fapt care ridică unele dubii cu privire la mărimea eșantionului studiat sau mărimea majorității: dacă 8% din eșantion sunt pentru și 2% împotrivă și 90% indiferenți, putem spune că „patru din cinci” sunt de acord, dar aceasta induce în eroare.

## Articole și cărți
În cartea Raport despre obiecte zburătoare neidentificate (1956), scrisă de căpitanul Edward J. Ruppelt din cadrul U.S. Air Force Captain, Ruppelt a descris raportul astronomului dr. J. Allen Hynek's despre moartea pilotului Thomas Mantell aflat în urmărirea unui OZN ca o „capodoperă în arta cuvintelor nevăstuică”.
Carl Wrighter a discutat cuvintele nevăstuică în cartea sa best-seller Pot să-ți vând orice (I Can Sell You Anything) (1972).
Autorul australian Don Watson a scris două volume: Pedeapsa cu moartea (Death Sentence) și  Dicționarul lui Watson despre cuvinte nevăstuică (Watson's Dictionary of Weasel Words) pentru a documenta creșterea folosirii acestor cuvinte în limbajul folosit de stat sau de corporații. Pe saitul propriu Watson încurajează oamenii să identifice și să nominalizeze exemple de cuvinte nevăstuică.
Scott Adams, creatorul personajului Dilbert, vorbește mult pe tema „nevăstuicilor” (oameni de afaceri „uneltitori”) într-una din cărțile sale: Dilbert și filosofia nevăstuicii (Dilbert and the way of the weasel) (2002).